# Cephalotes opacus
Cephalotes opacus é uma espécie de inseto do gênero Cephalotes, pertencente à família Formicidae.